# Cape May County
Cape May County är ett administrativt område i delstaten New Jersey, USA. Cape May är ett av 21 countys i delstaten och ligger i den sydligaste delen av New Jersey. År 2010 hade Cape May County 97 265 invånare. Den administrativa huvudorten (county seat) är Cape May Court House. 

## Geografi
Enligt United States Census Bureau har countyt en total area på 1 607 km². 661 km² av den arean är land och 946 km² är vatten. 

### Angränsande countyn
- Atlantic County, New Jersey - nord
- Cumberland County, New Jersey - nordväst